# Misakové

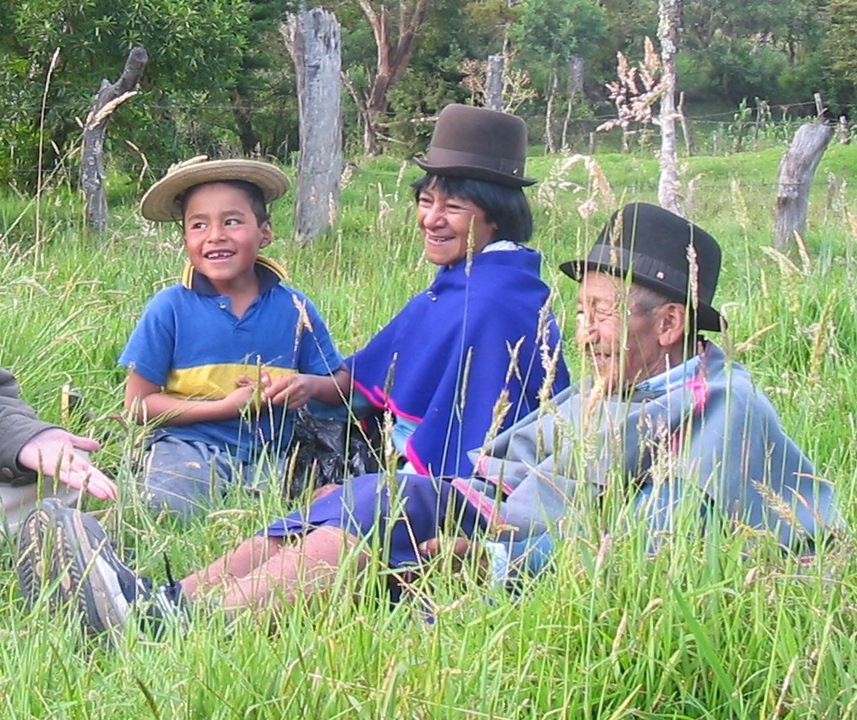
Guambia, Colombia

Misakové, známí též pod názvem Guambiano, jsou indiánský kmen, žijící v horách Kolumbie, především v departementu Cauca. Jejich počet dosahuje necelých 30 000 osob, žijí především v horách na východ od města Silvia. Jsou převážně zemědělci, pěstují brambory, maniok, kukuřici, zeleninu, kávu i cukrovou třtinu, chovají dobytek a prasata. Tradiční obydlí z nepálené hlíny má oválný půdorys s ohništěm uprostřed a dveřmi orientovanými na východ. Tradiční oblečení, které Misakové dosud běžně nosí, zahrnuje u mužů modrou suknici podobnou sarongu a tmavou tuniku, u žen je barevnost obrácená. Oděv mužů a žen se liší i tvarem klobouku. Od počátku 20. století u nich probíhá katolická misie, ale přesto si dochovali šamanistické náboženství i tradiční patrilineární rodový systém. Jejich jazyk, patřící mezi barbakoanské jazyky z jazykové rodiny čibča, je dosud velmi málo znám. Hovoří jim asi 21 000 osob. Misaky a jejich kulturou se zabývá mladá česká antropoložka Lucie Vinšová.